# Bryconamericus singularis
Bryconamericus singularis är en fiskart som beskrevs av Román-valencia, Taphorn och Ruiz-c. 2008. Bryconamericus singularis ingår i släktet Bryconamericus och familjen Characidae. Inga underarter finns listade.